# Guerre ahanto-néerlandaise
La guerre ahanto-néerlandaise est un conflit entre les Pays-Bas et l'Ahanta entre 1837 et 1839. Commençant par un simple différend économique entre les Ahantas et les Néerlandais, basés sur la Côte-de-l'Or néerlandaise, le conflit s'est terminé par la pendaison du roi Ahanta Badu Bonsu II et la réorganisation de l'État d'Ahanta, rétablissant un protectorat néerlandais sur l'Ahanta.

## Contexte

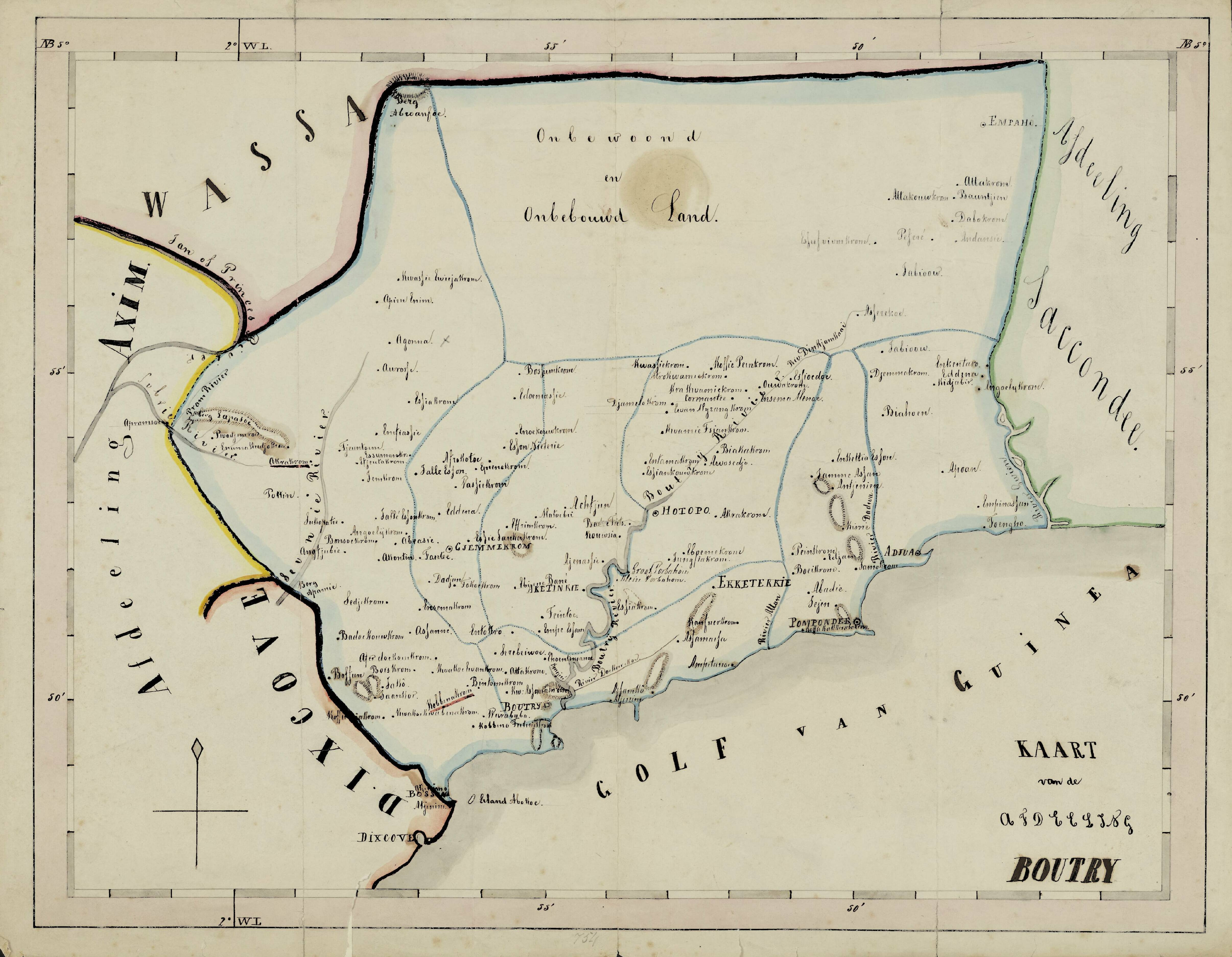
Carte du district de Butre, réalisée en 1859. La ville de Busua, dont Badu Bonsu II est chef, est représentée sur la côte, à la frontière entre le District de Butre et le District britannique de Dixcove.

Depuis l'installation des comptoirs commerciaux sur la Côte-de-l'Or jusqu'à la seconde moitié du XIXe siècle, les puissances européennes se sont montrées peu intéressées à établir un contrôle territorial au-delà des forts qu'elles construisent en accord avec la population locale. Les Néerlandais ne font pas exception à cet égard. Après avoir délogé la Compagnie suédoise d'Afrique de la région d'Ahanta dans l'actuel Ghana occidental, ils signent le traité de Butre avec les Ahanta en 1656, qui soumet théoriquement les Ahanta à la domination néerlandaise et permet aux Néerlandais de commercer avec les Ahanta depuis leur base à Fort Batenstein.
Alors qu'au départ, les puissances européennes viennent sur la Côte-de-l'Or principalement pour faire le commerce de l'or, le commerce des esclaves commence à prendre de l'importance dans la seconde moitié du XVIIe siècle. Ce commerce s'est arrêté assez soudainement avec l'adoption du Slave Trade Act 1807 par le Royaume-Uni, qui est repris ensuite par les Néerlandais par un décret royal de juin 1814 et un traité anglo-néerlandais sur le commerce des esclaves (en) signé en mai 1818. Ces conditions économiques changeantes provoquent des tensions entre les peuples côtiers de la Côte-de-l'Or et les puissances européennes avec lesquelles ils font du commerce. Cherchant un moyen de rentabiliser leur colonie, les Néerlandais envoient une grande mission dans l'empire Ashanti à l'intérieur de la Côte-de-l'Or au début de 1837, sous la direction du général Jan Verveer. Le but principal de cette mission est de convaincre les Ashantis, avec lesquels les Hollandais sont alliés depuis la mission de David van Nyendael de 1702, à signer un traité permettant aux Hollandais de recruter des soldats pour l'armée coloniale hollandaise. Le succès éventuel de la mission est accueilli avec suspicion par les autres peuples de la Côte-de-l'Or.

## Déroulement du conflit

### L'origine du conflit

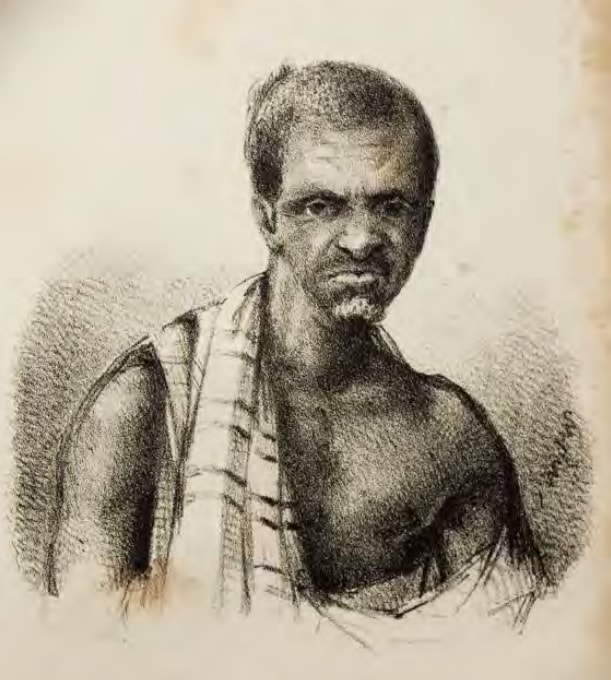
Badu Bonsu II tel qu'il est représenté par Douchez (1839).

Dès le début des années 1830, les Hollandais entretiennent des relations difficiles avec le roi d'Ahanta Badu Bonsu II qui a son palais à Busua. Selon Tengbergen et Douchez, la cause directe de ce qui allait devenir un conflit armé entre les Hollandais et les Ahanta, est un différend que Badu Bonsu II entretient avec le chef Etteroe de Sékondi,. Etteroe rançonne la femme et l'enfant du roi Badu Bonsu pour une dette de quatorze onces d'or que celui-ci a contractée. Le roi Badu Bonsu II apprend cependant qu'Etteroe fait du commerce de poudre à canon avec Wassa, un État voisin avec lequel les Ahanta sont en conflit, et ce malgré l'interdiction de commercer prononcée par Badu Bonsu II.
Après que Badu Bonsu II a réglé sa dette avec Etteroe, il demande une contrepartie à Etteroe en présence du commandant néerlandais Gerard Smulders du Fort São Sebastião à Shama. Il l'accuse d'avoir contourné l'interdiction du commerce de la poudre à canon avec Wassa, et finalement Etteroe est condamné à payer une amende de six onces d'or et à payer les frais de procédure estimés à huit onces d'or, soit une somme identiques aux quatorze onces que Badu Bonsu II a remboursées précédemment à Etteroe.
Peu de temps après, Etteroe accuse Badu Bonsu II d'extorsion, ce qui conduit le commandant Smulders à convoquer Badu Bonsu II au Fort San Sebastian une fois de plus. Cependant, le commandant Smulders n'est pas présent à son arrivée, ce qui offusque le roi qui rentre chez lui humilié. Smulders renvoie l'affaire au gouverneur d'Elmina, Hendrik Tonneboeijer, qui convoque Badu Bonsu II à Elmina, à trois reprises, en vain.
Hendrik Tonneboeijer envoie alors le commandant militaire d'Elmina, George Maassen, pour transmettre au commandant Adriaan Cremer du Fort Batenstein à Butre, son ordre de disposer de Badu Bonsu II par la force. Finalement, le 23 octobre 1837, ce dernier arrive à Butre en compagnie d'hommes armés, mais refuse de gravir la colline menant au fort Batenstein, arguant qu'il souhaite discuter de l'affaire dans la maison du commerçant Anthonie Ruhle. Maassen et Cremer descendent chez Ruhle, où une altercation suit, qui laisse les deux Néerlandais morts après qu'ils ont tiré des coups de semonce.

### Hendrik Tonneboeijer rassemble un corps expéditionnaire
Lorsque le jeune et inexpérimenté gouverneur par intérim Hendrik Tonneboeijer apprend la nouvelle, il rassemble une force de 130 hommes pour attaquer Badu Bonsu II, et quitte Elmina deux heures plus tard, sans plan d'attaque. Le gouverneur britannique de Cape Coast et le roi d'Elmina le supplient de reporter son attaque, tandis que les commandants du fort San Sebastian à Shama et du fort Orange à Sekondi l'avertissent que sa force est trop petite et qu'une grande armée s'est rassemblée pour s'opposer à lui. Hendrik Tonneboeijer, qui a déjà la réputation d'être une tête brûlée, n'écoute cependant pas ces conseils et le matin du 28 octobre 1837, lui et son armée sont pris en embuscade sur la plage près de Takoradi. En quelques minutes, trente hommes sont tués, dont Hendrik Tonneboeijer lui-même et quatre autres fonctionnaires coloniaux.
La nouvelle de l'assaut parvient à La Haye à la fin de février 1838, où elle est accueillie avec stupeur. Le général Jan Verveer, qui vient de rentrer aux Pays-Bas de sa mission à Ashanti, y est de nouveau envoyé pour rétablir l'ordre dans la colonie. Avec le lieutenant HF Tengbergen, qui est commandant en second, il dispose d'un corps expéditionnaire de onze officiers et de 200 hommes pour « réprimer l'insurrection ». À bord des navires en route pour Elmina se trouvent également un nouveau gouverneur, Hendrik Bosch, et de nouveaux officiers administratifs pour la colonie. En mai 1838, l'expédition débarque à Elmina, où elle est reçue par le gouverneur par intérim Anthony van der Eb.

### L'attaque de Jan Verveer en Ahanta

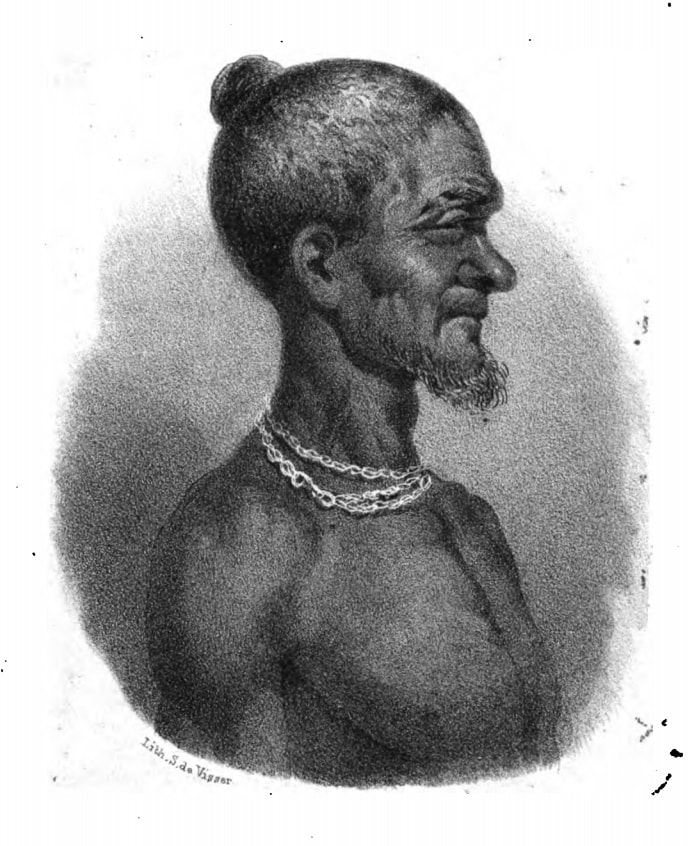
Un portrait de Badu Bonsu II dessiné par le lieutenant-commandant W. Storb pendant la captivité du roi. Le portrait est publié à Tengbergen (1839).

Après son arrivée, Jan Verveer met du temps à former une coalition avec d'autres peuples côtiers pour attaquer Ahanta. Les Ashanti proposent d'envoyer 30 000 soldats, mais l'offre est rejetée car elle est considérée comme une couverture par les Ashanti pour acquérir une emprise ferme sur les peuples côtiers, mais les offres de moindre ampleur d'Enimir, Axim et Sekondi sont acceptées. Le 30 juin 1838, la force de Jan Verveer, qui est complétée par 2 000 soldats d'Elmina, part pour l'intérieur des terres Ahanta.
Les messagers de Badu Bonsu plaident pour une solution pacifique et offrent jusqu'à 200 onces d'or pour monnayer le pardon de Badu Bonsu. La plupart des Ahanta, du moins ceux qui ne sont pas trop impliqués dans les altercations précédentes, se sont déjà soumis, et la campagne, qui dure un mois, consiste principalement à chasser les rebelles et à détruire les villes d'Ahanta telles que Busua et Takoradi.
Badu Bonsu II est abandonné avant même que l'expédition n'atteigne Ahanta, trahi par l'un des siens pour dix onces d'or. Il est jugé par une cour martiale en plein champ et condamné à mort le 25 juillet 1838,. Il est pendu publiquement à l'endroit où Maassen et Cremer ont été abattus. Selon Douchez, la tête de Badu Bonsu est séparée de son corps par un médecin militaire d'Elmina du nom de Schillet, pour être conservée comme une curiosité.
Cinq autres chefs de la rébellion sont pendus à Elmina le 20 août 1838. Treize autres sont condamnés à l'exil aux Indes orientales néerlandaises, où ils doivent travailler dans les plantations de café gouvernementales de Nusa Kambangan, une île-prison. Trente-six autres rebelles sont contraints de travailler dans les plantations de café et de coton d'Elmina. Le gouverneur Hendrik Bosch accorde l'amnistie au reste du peuple Ahanta lors de son installation le 8 août 1838.

### Le rôle de Pieter Bartels
Tengbergen et Douchez rapportent que beaucoup considèrent un Euro-Africain du nom de Pieter Bartels comme le principal instigateur du conflit. Selon des témoins, c'est Bartels qui, après que Maassen tire un coup de semonce sur Butre, crie "Lâches ! Vous êtes vingt fois plus forts que les Blancs ! Tirez-leur dessus !"  Bartels est exilé aux Indes orientales néerlandaises pour son implication dans le conflit.
Selon Douchez, c'est la vengeance personnelle qui pousse Bartels à ses actions. Pieter Bartels, fils du gouverneur Cornelius Ludewich Bartels et d'une femme de la région, et demi-frère du riche et influent commerçant euro-africain Carel Hendrik Bartels, fait une carrière prometteuse dans l'administration de la Côte-de-l'Or néerlandaise. En tant que locuteur natif du fante, du néerlandais et de l'anglais, sa position de médiateur est un grand atout pour l'administration et, en récompense, il est nommé commandant du fort Batenstein à Butre en 1834. Sa carrière prend fin brutalement lorsque le 3 mars 1836, George Maassen - la même personne qui est abattue à Butre - et Hendrik Tonneboeijer - qui deviendra plus tard gouverneur par intérim - se sont plaints au gouverneur de l'époque, Christiaan Lans, du comportement de Bartels à leur égard. Selon Douchez, le conflit entre les trois est né d'un match de boxe remporté par Bartels. Hendrik Tonneboeijer est très contrarié d'avoir perdu un match contre un Euro-Africain. Incapable de calmer Hendrik Tonneboeijer, Bartels met celui-ci dans la prison de Fort San Sebastian, dont il est le commandant à l'époque. Le gouverneur Lans prend parti pour Hendrik Tonneboeijer dans le conflit et considère Bartels comme inapte au service gouvernemental. Bartels est rendu à la vie civile le 11 juin 1836 et s'installe comme commerçant à Ahanta.
Le récit de Douchez peut sembler tiré par les cheveux au premier abord, mais selon l'historien Albert van Dantzig, sa version de l'histoire est étayée par des documents d'archives. Non seulement la démission forcée de Bartels est relatée, mais le comportement erratique et le tempérament impétueux de Hendrik Tonneboeijer sont documentés : en 1835, Hendrik Tonneboeijer doit être relevé de son commandement du fort Saint Anthony à Axim parce qu'il incendie des parties de la ville, pour être accusé d'extorsion plus tard cette année-là et purger huit jours de détention à Fort Coenraadsburg pour absence sans permission. Au cours de son mandat de gouverneur par intérim, Hendrik Tonneboeijer met le feu au quartier des bateliers d'Elmina car il juge qu'ils sont trop lents à répondre à ses demandes d'assistance, et expulsé de force les habitants d'un autre quartier de la ville surpeuplée pour y mettre en œuvre un nouveau plan d'urbanisme. Hendrik Tonneboeijer est détesté par la population locale et la nouvelle de sa mort est accueillie avec soulagement. Il est donc fort probable que le penchant de Lans pour Hendrik Tonneboeijer dans son différend avec Bartels ait plus à voir avec la couleur de peau de Hendrik Tonneboeijer qu'avec la raison.
Le racisme est également mis en évidence dans la lettre de Jan Verveer au gouverneur général des Indes orientales néerlandaises dans laquelle il explique l'exil de Bartels. Jan Verveer recommande Bartels pour un poste administratif inférieur dans les Indes orientales néerlandaises, car sa carrière dans l'administration de la Côte-de-l'Or néerlandaise montre ses capacités. Jan Verveer fait valoir, cependant, qu'après son licenciement, "le caractère inné de Bartels, toujours enclin à la violence et à l'ivresse, s'est aggravé" et comment il "est finalement devenu moralement un nègre".

## Conséquences
Citant les dispositions du traité de Butre, le traité de 1656 qui régit les relations entre les Néerlandais et Ahanta, les Néerlandais réorganisent l'État d'Ahanta après la guerre, nommant Anthony van der Eb, le nouveau commandant néerlandais à Fort Batenstein, comme vice-gouverneur du protectorat d'Ahanta (néerlandais : vice-gouverneur voor het Ahantasche Landschap), et en gardant le pays sous contrôle étroit avec une présence militaire et civile élargie. Pieter Bartels doit rester en exil dans les Indes néerlandaises, où il meurt à Semarang en 1847. Malgré l'avertissement de Jan Verveer selon lequel Bartels ne doit pas entrer en contact avec les recrues africaines de l'armée néerlandaise des Indes orientales, la connaissance du fante rend Bartel trop utile. Il traduit les règlements de l'armée en Fante et Twi.
La tête du roi Badu Bonsu II est redécouverte au Centre médical universitaire de Leiden (LUMC) aux Pays-Bas par l'auteur néerlandais Arthur Japin, qui en découvre l'histoire lors de recherches pour son roman de 1997 De zwarte met het witte hart. Japin retrouve la tête en 2005, stockée dans du formol au LUMC.  En mars 2009, des représentants du gouvernement annoncent que la tête serait renvoyée dans sa patrie pour un enterrement approprié, une promesse tenue le 23 juillet 2009, après une cérémonie à La Haye.